# AH1
AH1 (Asian Highway 1, dịch là Đường xuyên Á 1) là tuyến đường bộ dài nhất của hệ thống xa lộ xuyên Á với tổng chiều dài 12.845 dặm (20.557 km) từ Tokyo qua Triều Tiên, Trung Quốc, Đông Nam Á và Ấn Độ đến biên giới giữa Iran, Thổ Nhĩ Kỳ và Bulgaria ở phía tây Istanbul.

## Nhật Bản

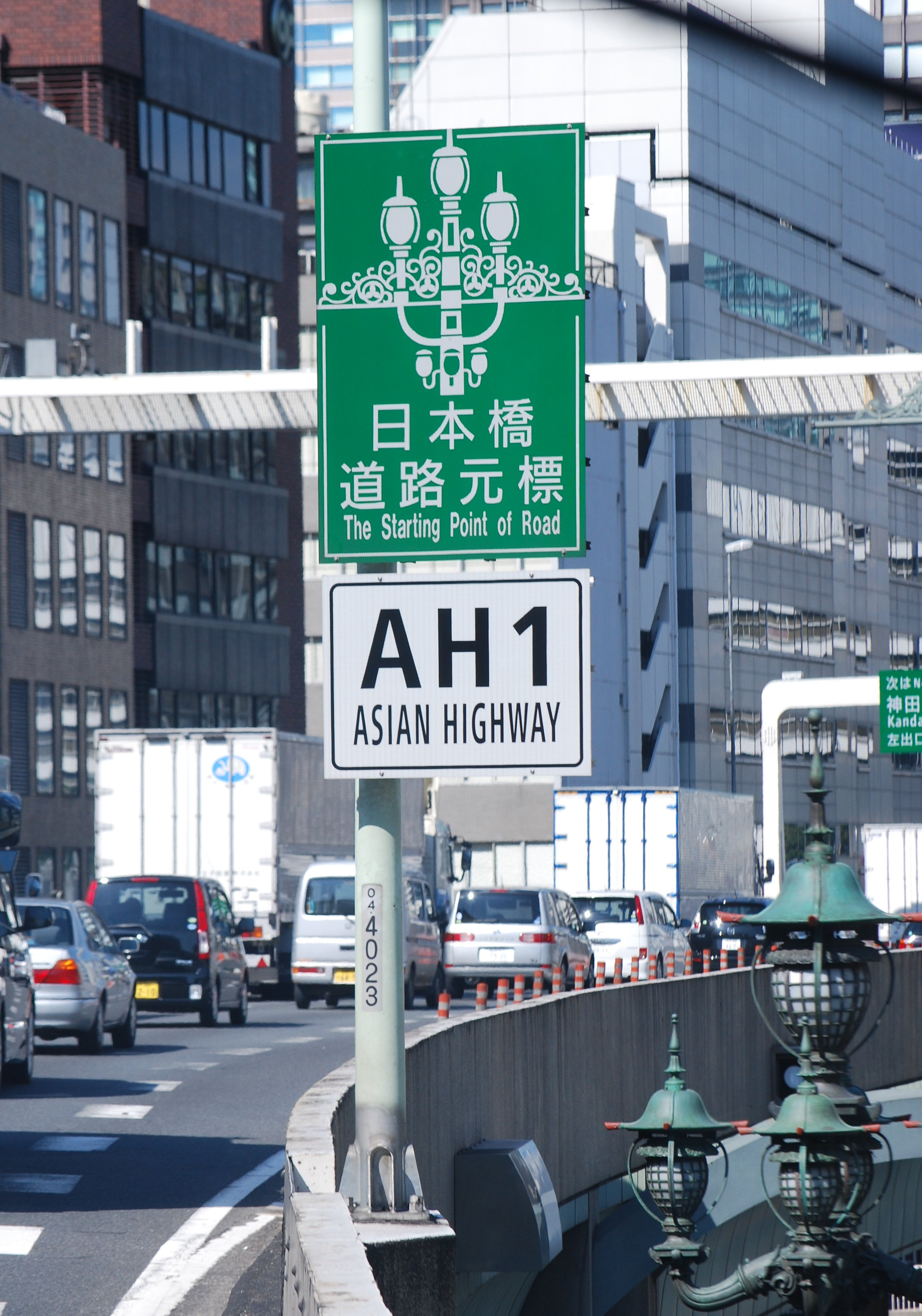
AH1 tại Nihonbashi, Tokyo, "cột số không" để đo khoảng cách đường cao tốc đến Tokyo.

Đoạn qua Nhật Bản () dài 1.200 km đã được bổ sung vào tuyến đường xuyên Á này vào tháng 11 năm 2003. Nó chạy dọc theo các tuyến đường cao tốc có thu phí sau:
- Đường cao tốc Shuto tuyến C1 Tuyến vành đai trong [ja] đoạn từ Edobashi JCT đến Tanimachi JCT qua Takebashi JCT
- Đường cao tốc Shuto tuyến 3 Tuyến Shibuya [ja] đoạn từ Tanimachi JCT đến Lối ra Yoga (Giao lộ Tokyo)
- Đường cao tốc Tomei [3] Giao lộ Tokyo đến Komaki
- Đường cao tốc Meishin từ Komaki đến Suita qua Kyoto
- Đường cao tốc Chūgoku từ Suita đến Kobe
- Đường cao tốc San'yō từ Kobe đến Hatsukaichi qua Hiroshima
- Đường cao tốc Hiroshima (đường cao tốc đô thị) từ Hatsukaichi đến Hatsukaichi Tuyến 1
- Quốc lộ 2 từ Hatsukaichi đến Iwakuni
- Đường cao tốc San'yō từ Iwakuni đến Yamaguchi
- Đường cao tốc Chūgoku từ Yamaguchi đến Shimonoseki
- Cầu Kanmon từ Shimonoseki đến Kitakyushu
- Đường cao tốc Kyushu từ Kitakyushu đến Fukuoka
- Đường cao tốc Fukuoka Tuyến 4
- Đường cao tốc Fukuoka Tuyến 1

Từ Fukuoka, AH1 theo phà Camellia Line đi Busan, Hàn Quốc. Đường hầm Hàn Quốc – Nhật Bản được đề nghị xây dựng.

## Hàn Quốc

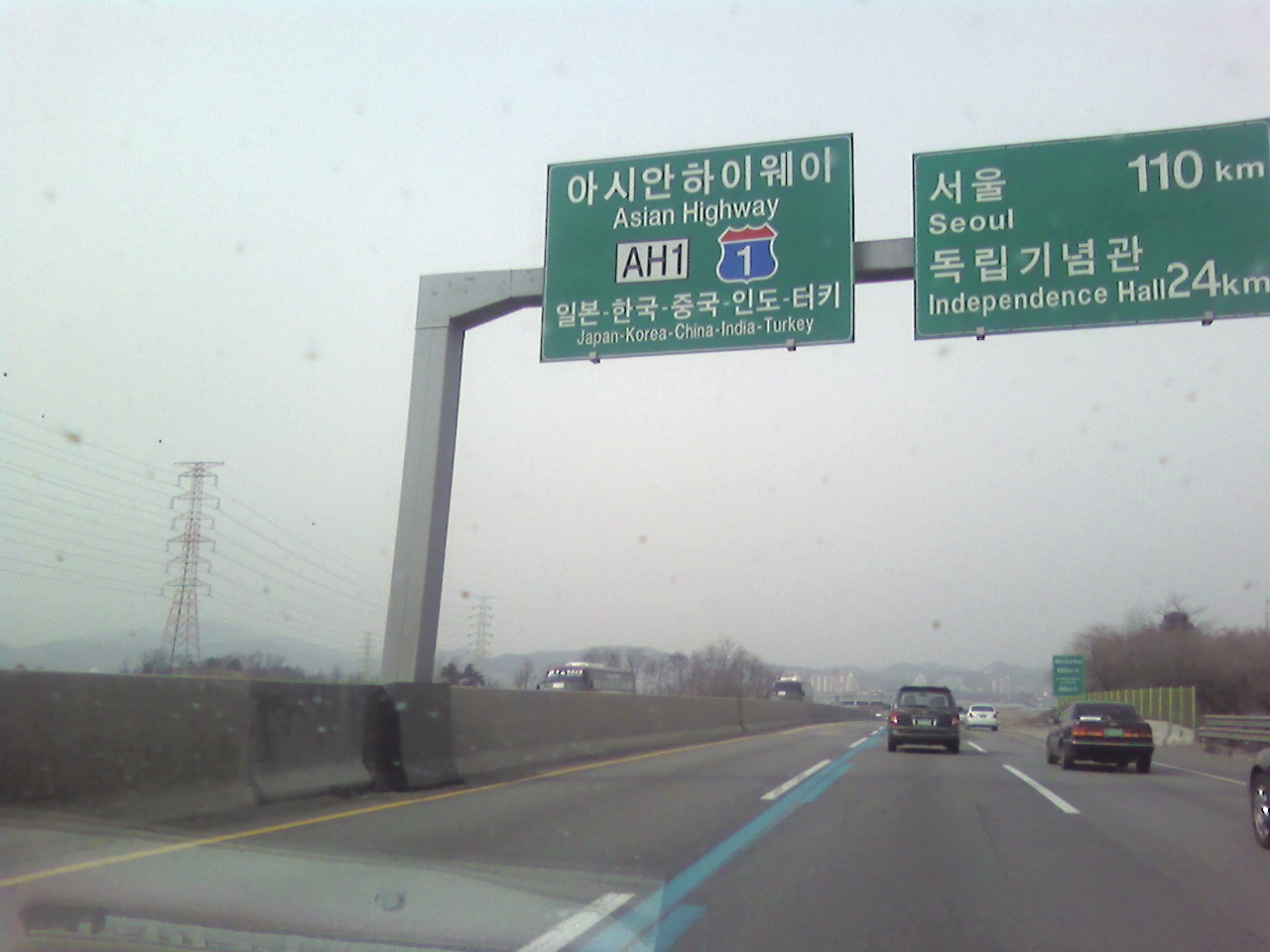
Đường cao tốc Gyeongbu

Đoạn tuyến ở Hàn Quốc () dài khoảng 500 km chủ yếu theo tuyến đường cao tốc Gyeongbu.
- Chungjang-daero : Nhà ga hành khách quốc tế cảng Busan - Dong-gu, Busan.
- Beonyeong-ro : Dong-gu, Busan - Nam-gu, Busan - Suyeong-gu, Busan - Haeundae-gu, Busan - Dongnae-gu, Busan - Haeundae-gu, Busan - Geumjeong-gu, Busan.
- Đường cao tốc Gyeongbu : Busan - Yangsan - Ulsan - Gyeongju - Yeongcheon - Gyeongsan - Daegu - Chilgok - Gumi - Gimcheon - Yeongdong - Okcheon - Daejeon - Cheongju - Cheonan - Anseong - Pyeongtaek - Anseong - Yongin - Pyeongtaek - Osan - Hwaseong - Yongin - Seongnam - Seocho-gu, Seoul.
- Đường cao tốc Gyeongbu cũ (Đường cao tốc đô thị Gyeongbu): Seocho-gu , Seoul - Gangnam-gu [4].
- Hannam-daero (Cầu Hannam) : Gangnam-gu - Yongsan-gu, Seoul.
- Hầm Namsan 1 : Yongsan-gu - Jung-gu, Seoul.
- Toegye-ro: Jung-gu - Ga Seoul, Seoul.
- Tongil-ro : Ga Seoul - Jongno-gu - Seodaemun-gu - Eunpyeong-gu.
- Tongil-ro : Eunpyeong-gu, Seoul - Goyang-si - Paju-si - Cầu Thống Nhất - Panmunjom (Bàn Môn Điếm).

## Cộng hòa Dân chủ Nhân dân Triều Tiên

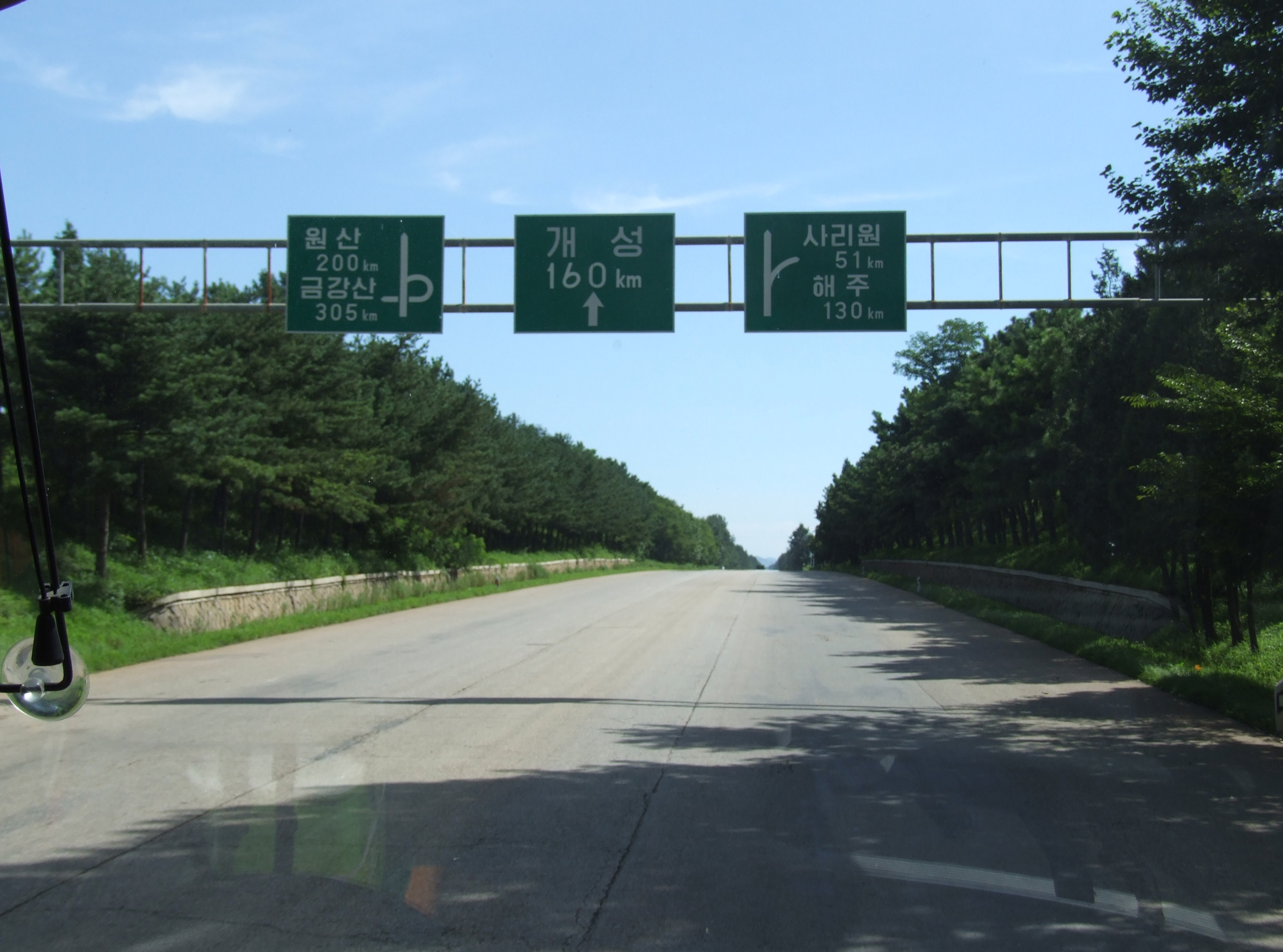
Khung cảnh đường cao tốc Bình Nhưỡng–Kaesong

Tổng chiều dài của đoạn tại Cộng hòa Dân chủ Nhân dân Triều Tiên là 405 km.
- P'anmunjŏm (Bàn Môn Điếm) - Đường cao tốc Bình Nhưỡng – Kaesong
- Đường cao tốc Bình Nhưỡng – Kaesong: Kaesŏng - P'yŏngyang (Bình Nhưỡng)
- Đường cao tốc Bình Nhưỡng Huicheon:  P'yŏngyang (Bình Nhưỡng) - Pyongwon-gun - Sukcheon-gun - Mundok-gun - Anju-si
- : Anju-gun - Unjon-gun - Chongju-si - Kwaksan-gun - Sonchon-gun - Tongrim-gun - Yomju-gun - Ryongchon-gun -  Sinuiju-si

## Cộng hòa Nhân dân Trung Hoa

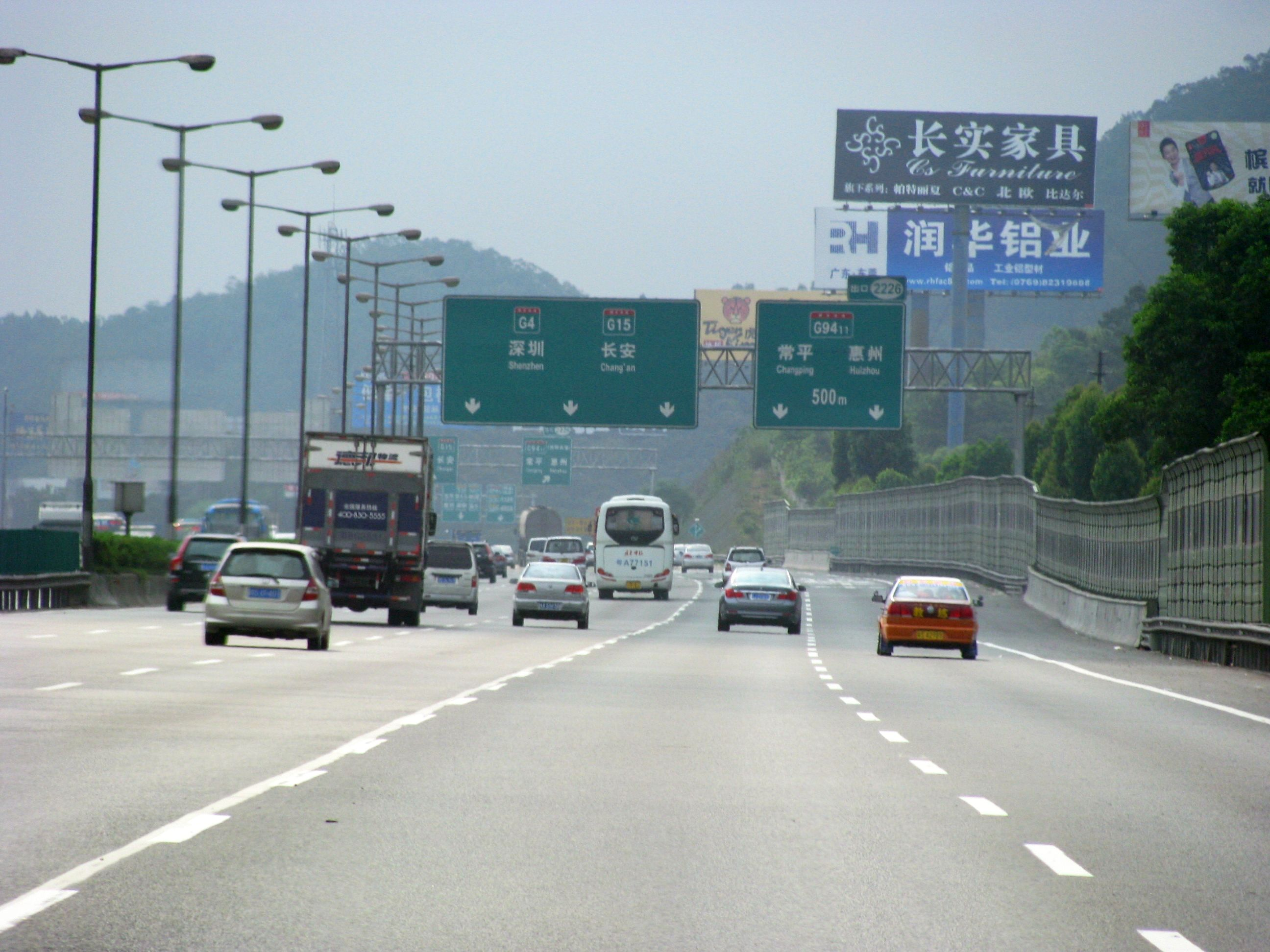
Đường cao tốc sân bay kết hợp với Đường AH1

Tổng chiều dài của đoạn đi qua Cộng hòa Nhân dân Trung Hoa () là 4.283 km.
- Trong phạm vi Đan Đông: Cầu sông Áp Lục mới -  Đường giữa Binjiang () - Đường Chunsan - Bùng binh Quảng trường Nhân dân - Đại lộ Côn Sơn - Đường Hoa Viên ()
- G1113: Đan Đông - Thẩm Dương (Xiashengou JCT)
- Trong phạm vi Thẩm Dương:  G1501: Xiashengou JCT - Jinbaotai JCT - Beiliguan JCT
- G1: Thẩm Dương (Beiliguan JCT) - Bắc Kinh (Shiyuan JCT)
- Trong phạm vi Bắc Kinh:  G4501: Shiyuan JCT - Maju JCT - Shuangyuan JCT - Fangshan Liyuan JCT
- G4: Bắc Kinh (Fangshan Liyuan JCT) - Thạch Gia Trang - Trịnh Châu - Tín Dương - Vũ Hán - Trường Sa - Quảng Châu (Thái Hòa JCT)
- Trong phạm vi Quảng Châu:  G1508: Thái Hòa JCT - Long Sơn JCT - Lạc Bình JCT - Hoàng Giang JCT
- G80: Quảng Châu - Nam Ninh
- G7211: Nam Ninh - Hữu Nghị Quan

### Nhánh Quảng Châu - Hồng Kông
- G1508: Thái Hòa JCT - Huocun JCT
- G4: Quảng Châu (Huocun JCT) - Đông Hoản - Thâm Quyến

## Việt Nam

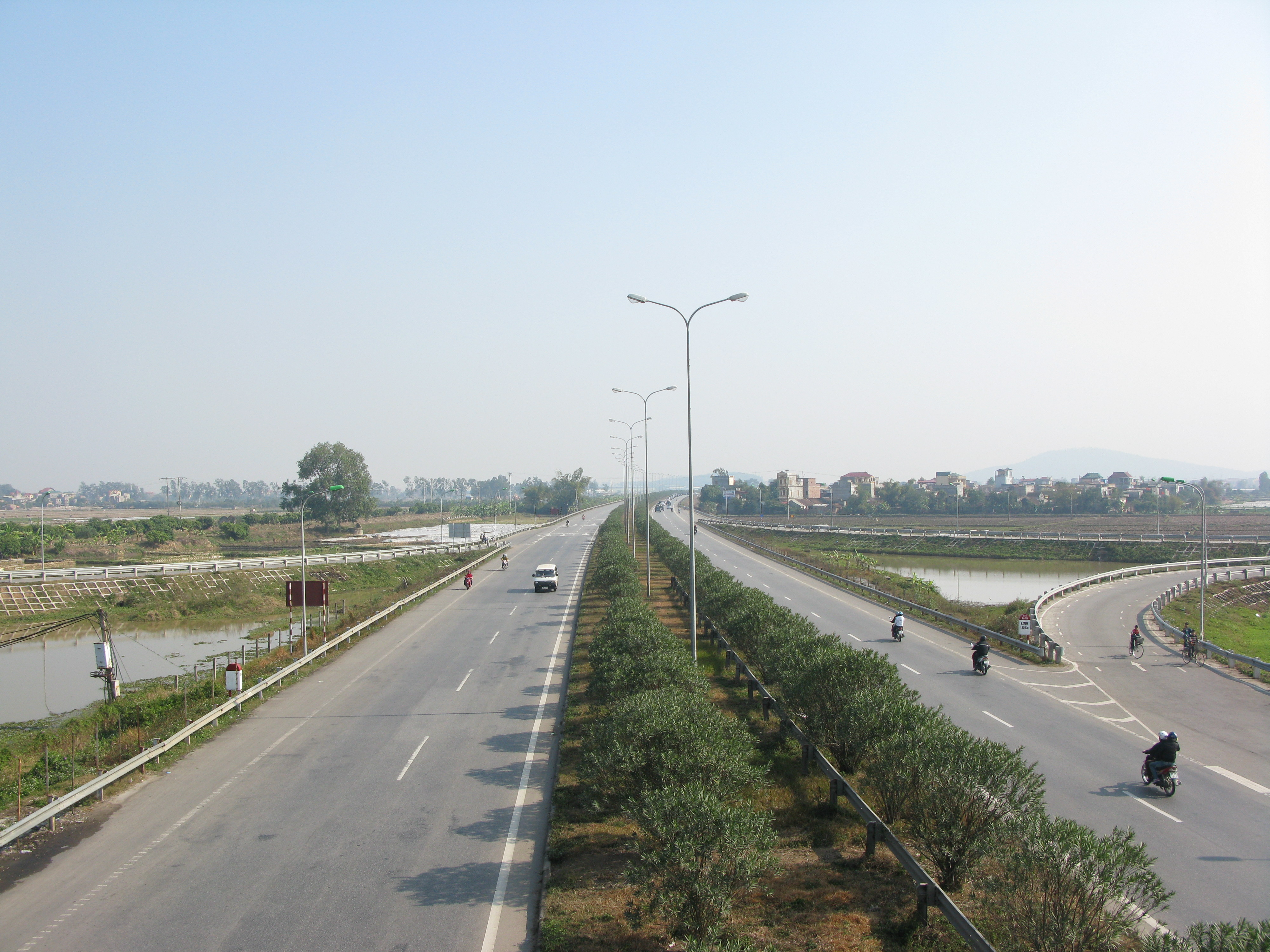
Đường cao tốc Bắc - Nam phía Đông, đoạn Hà Nội - Bắc Giang đoạn qua địa phận tỉnh Bắc Ninh

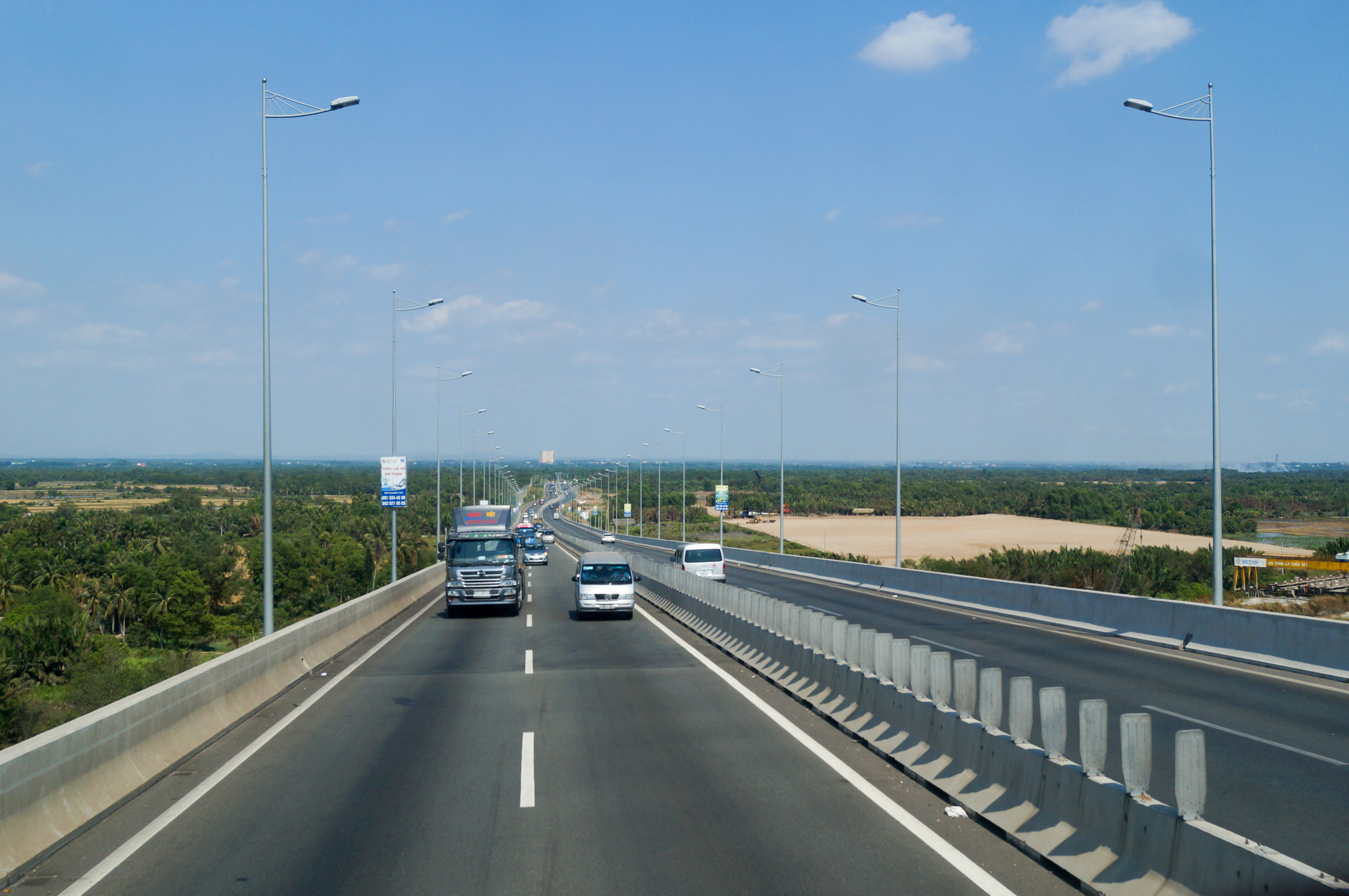
Cầu Long Thành

- Quốc lộ 1: Cửa khẩu Hữu Nghị/Chi Lăng
- Đường cao tốc Bắc - Nam phía Đông (đoạn Chi Lăng – Hà Nội): Bắc Giang – Bắc Ninh – Hà Nội
- Đường vành đai 3 (Hà Nội): IC Ninh Hiệp – IC Pháp Vân
- Đường cao tốc Bắc - Nam phía Đông (đoạn Hà Nội – Quảng Ngãi): Hà Nội – Phủ Lý – Hoa Lư – Thanh Hóa - Diễn Châu – Vinh – Bãi Vọt – Hà Tĩnh – Vũng Áng – Bùng – Vạn Ninh – Cam Lộ – Huế – Đà Nẵng – Tam Kỳ – Quảng Ngãi (đoạn Cam Lộ - Hòa Liên và Túy Loan - Quảng Ngãi được kết nối qua tuyến tránh Nam Hải Vân tại TP. Đà Nẵng)
- Quốc lộ 1: Quy Nhơn – Tuy Hòa (có một đoạn đi trùng  tại hầm Cù Mông)
- Đường cao tốc Bắc - Nam phía Đông (đoạn Hầm Đèo Cả – Dầu Giây): Vân Phong – Nha Trang – Cam Lâm – Phan Rang – Vĩnh Hảo – Phan Thiết – Dầu Giây
- ,  Đường cao tốc Thành phố Hồ Chí Minh – Long Thành – Dầu Giây (đoạn Cẩm Mỹ – Phú Hữu)
  - Được kết nối qua đường Vành đai 2 (đoạn từ Phú Hữu đến Khu Công nghệ cao) (tạm thời)
  - Được kết nối qua  Xa lộ Hà Nội (đoạn từ Khu Công nghệ cao đến Trạm 2) (tạm thời)
- Quốc lộ 1: Thành phố Hồ Chí Minh
- Quốc lộ 22: Thành phố Hồ Chí Minh – Cửa khẩu Mộc Bài/Tây Ninh

Trong tương lai, khi  (đoạn Hữu Nghị Quan – Chi Lăng, Quảng Ngãi – Nha Trang (bao gồm cả đoạn qua hầm Cù Mông và hầm Đèo Cả), Long Thành - Bến Lức),  (đoạn Long Trường – Tân Thạnh Đông và đoạn Vĩnh Thanh - Bến Lức - Tân Thạnh Đông) và  sẽ trở thành tuyến đường chính của đường AH1 khi hoàn thành, còn  và  sẽ chỉ được coi là tuyến nhánh phụ của đường này.

## Campuchia
- Quốc lộ 1: Bavet - Phnom Penh
- Quốc lộ 5: Phnom Penh - Poipet

Sau này, khi cao tốc Bavet - Phnom Penh kết hợp với đường vành đai 3 Phnom Penh và cao tốc Phnom Penh - Siem Reap - Poipet hoàn thành sẽ trở thành đường AH1.

## Thái Lan
- Quốc lộ 33: Aranyaprathet - Kabin Buri - Hin Kong
- Quốc lộ 1: Hin Kong - Bang Pa-In
- Quốc lộ 32: Bang Pa-In - Nakhon Sawan - Tak - Mae Sot
- Quốc lộ 1: Nhánh từ Bang Pa-In đến Bangkok
- Quốc lộ 12: Tak - Mae Sot

## Myanmar
- Quốc lộ 8: Myawaddy - Payagyi
- Đường 1 Payagyi - Meiktila - Mandalay - Tamu
- Đường một nhánh từ Payagyi đến Yangon

## Ấn Độ (Đông)
- Quốc lộ 102: Moreh - Imphal
- Quốc lộ 2: Imphal - Viswema - Kohima
- Quốc lộ 29: Kohima - Chümoukedima - Dimapur - Doboka
- Quốc lộ 27: Doboka - Nagaon - Jorabat
- Quốc lộ 6: Jorabat - Shillong
- Quốc lộ 206: Shillong - Dawki

## Bangladesh

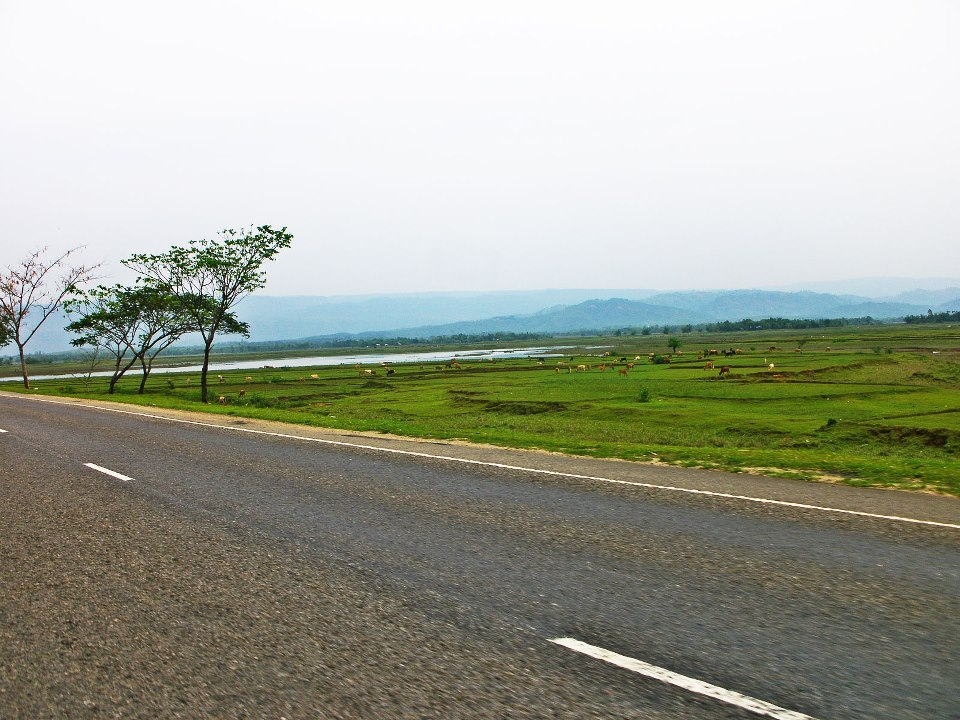
N2 tại Bangladesh

- Quốc lộ N2: Tamabil - Sylhet - Kanchpur - Dhaka
- Quốc lộ N8: Đường cao tốc Bangabandhu Sheikh Mujibur Rahman
- Quốc lộ N804: Bhanga, Faridpur - Alipur, Faridpur
- Quốc lộ N803: Alipur, Faridpur - Goalchamot, Faridpur
- Quốc lộ N7: Faridpur - Jashore
- Quốc lộ N706: Jashore - Benapole[5]

## Ấn Độ (Tây)

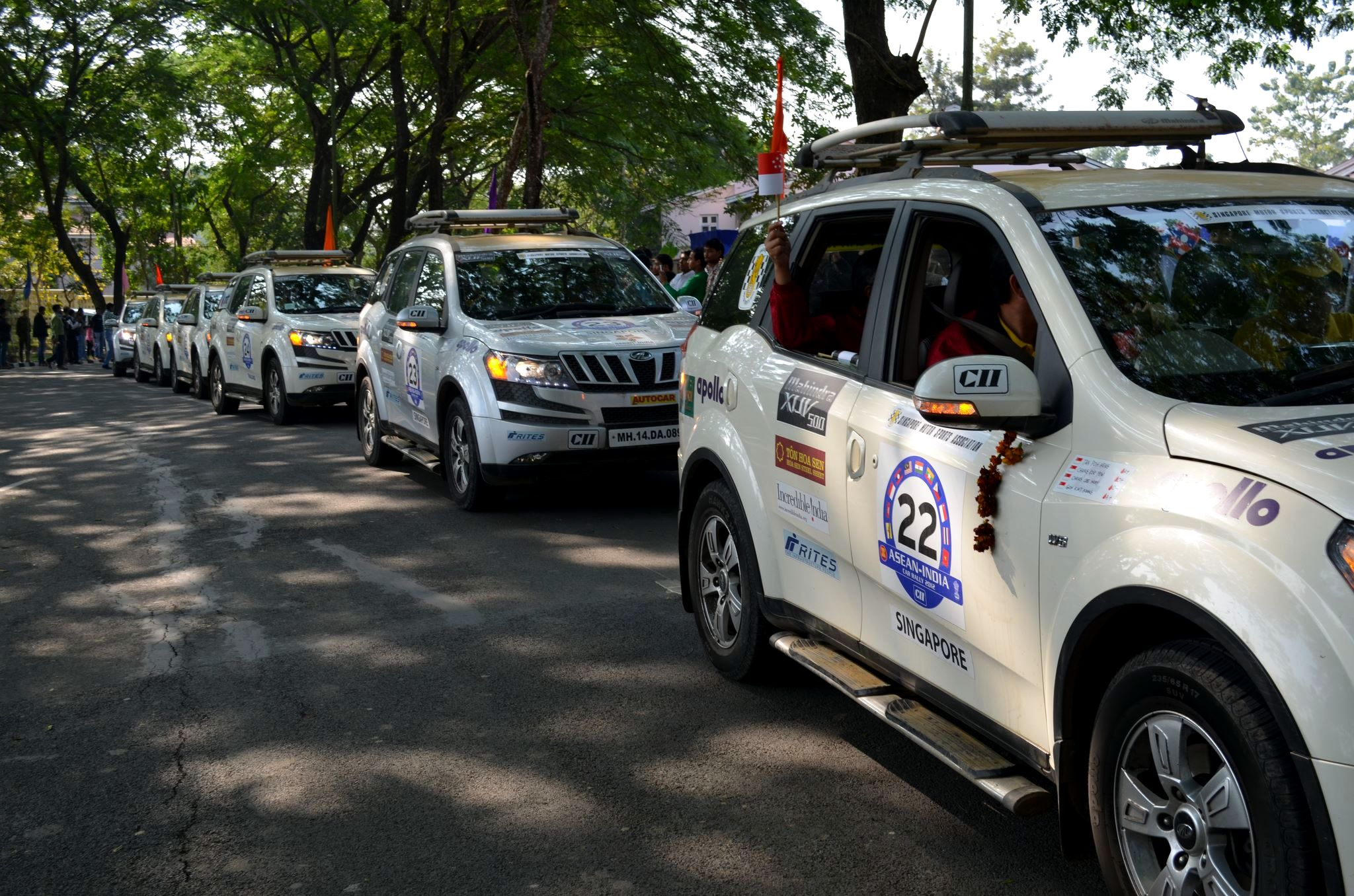
Cuộc gặp gỡ xe hơi Asean Ấn Độ đi qua AH1 tại Numaligarh

- Quốc lộ 112: Petrapole - Barasat
- Quốc lộ 12: Barasat - Sân bay Kolkata
- Đường cao tốc Belghoria: Sân bay Kolkata - Dankuni
- Quốc lộ 19: Dankuni - Durgapur -Asansol - Dhanbad -Barhi - Mohania - Varanasi - Allahabad - Kanpur - Agra - New Delhi
- Quốc lộ 44: New Delhi - Sonipat - Ambala - Jalandhar
- Quốc lộ 3: Jalandhar - Amritsar - Attari

## Pakistan

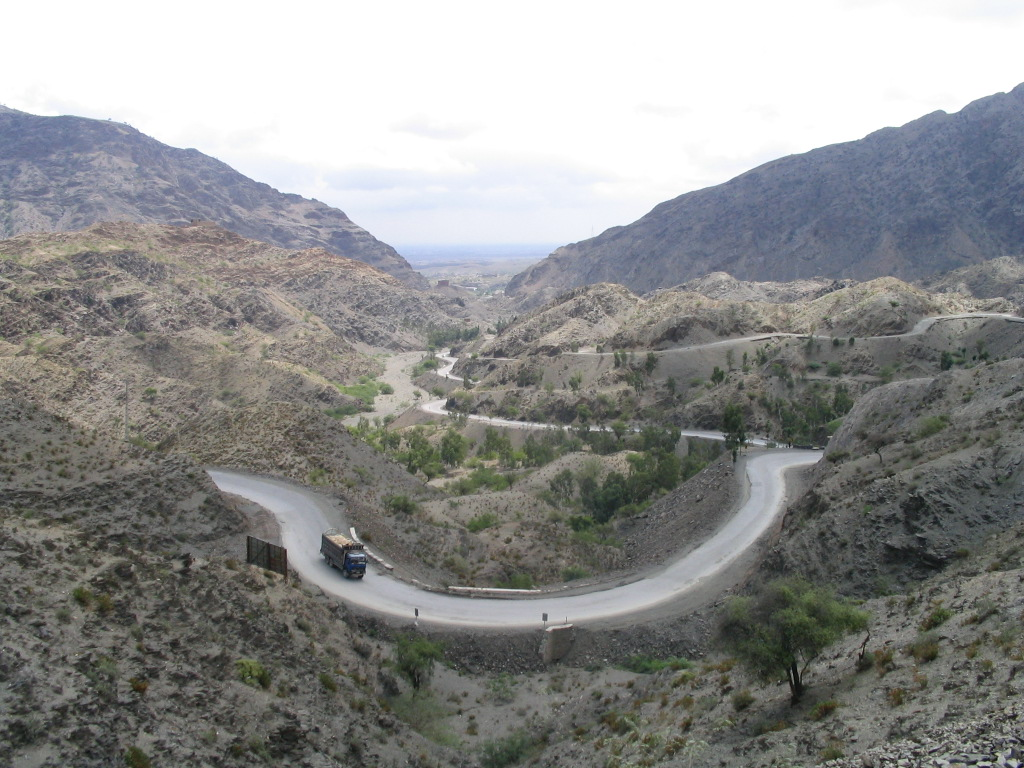
Đèo Khyber

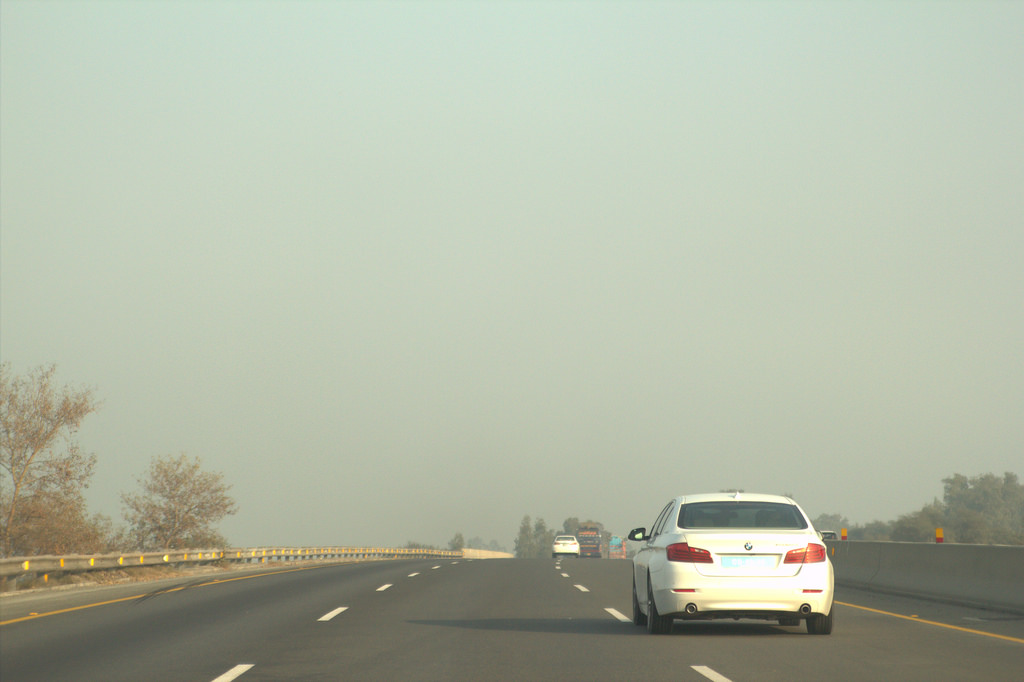
Đường cao tốc M2, Lahore-Islamabad

- Đường Grand Trunk, Wagah — Lahore
- Đường cao tốc M-2: Lahore — Islamabad
- Đường cao tốc M-1: Islamabad — Peshawar
- Quốc lộ N-5: Peshawar — Torkham

## Afghanistan
- Đường vành đai Afghanistan (Quốc lộ 1): Jalalabad - Kabul - Kandahar - Dilaram - Herat - Islam Qala

## Iran
- Đường 36: Islam Qala - Taybad
- Đường 97: Taybad- Sang Bast
- Đường 44: Sang Bast - Shahrood - Damghan - Semnan - Tehran
- Xa lộ 2: Tehran - Qazvin - Tabriz
- Đường 32: Tabriz - Bazargan

## Thổ Nhĩ Kỳ

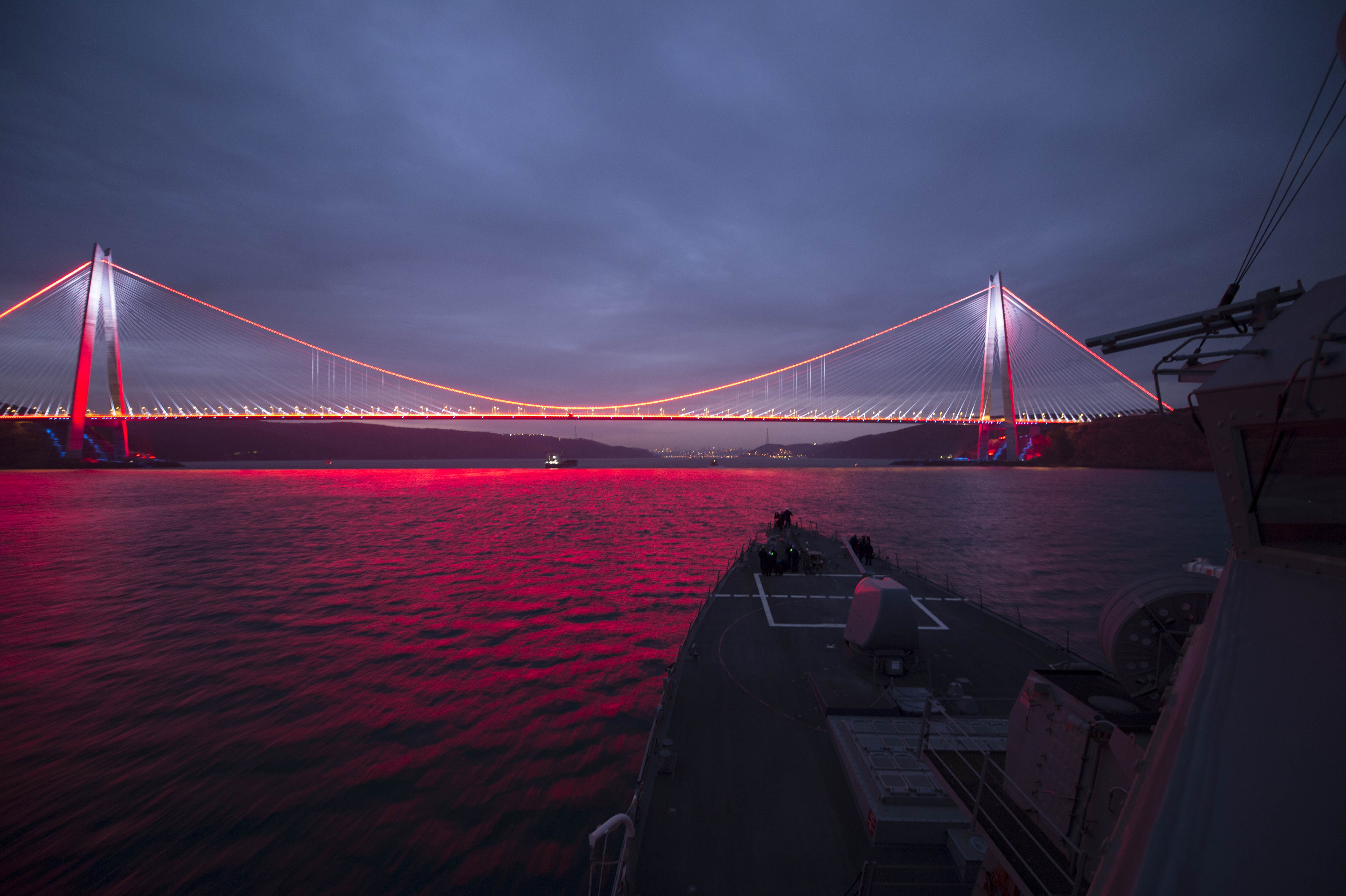
Cầu Yavuz Sultan Selim

- Đường D100: Gürbulak - Doğubayazıt - Aşkale - Refahiye
- Đường D200: Refahiye - Sivas - Ankara
- Otoyol 4 (Đường cao tốc Anatolian): Ankara - Gerede - İstanbul
- Otoyol 7: İstanbul
- Otoyol 3: İstanbul - Edirne - - Kapıkule ( Bulgaria, Đường cao tốc Maritsa)

## Kết nối với đường E80

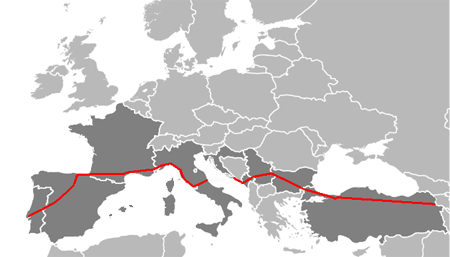
E80 đi qua miền nam châu Âu và Thổ Nhĩ Kỳ

Tuyến đường AH1 cũng được đánh dấu là  ở Thổ Nhĩ Kỳ. E80 tiếp tục trong Mạng lưới Đường bộ Quốc tế châu Âu từ biên giới tại Kapitan Andreevo/Kapıkule đến Sofia ở Bulgaria, tiếp theo là đường cao tốc E80 đến Niš, Pristina, Dubrovnik, Pescara, Rome, Genoa, Nice, Toulouse, Burgos, Valladolid, Salamanca và cuối cùng là Lisbon trên Đại Tây Dương.